# Tetilla furcifer
Tetilla furcifer är en svampdjursart som beskrevs av Arthur Dendy 1922. Tetilla furcifer ingår i släktet Tetilla och familjen Tetillidae.
Artens utbredningsområde är Indiska oceanen. Inga underarter finns listade i Catalogue of Life.